# حرارة (المغرب)
 حرارة (بالإنجليزية: HRARA)‏ هي جماعة قروية تابعة لإقليم آسفي ضمن جهة دكالة عبدة بالمغرب. بلغ مجموع عدد سكان حرارة حسب إحصاءات 2004 حوالي 23711 نسمة من بينهم 1 أجنبي يعيشون في 3868 أسرة.

## إحصاء عام
| السنة | عدد السكان | عدد الأسر | عدد الأجانب |
| ----- | ---------- | --------- | ----------- |
| 1994  | 20894      | 3251      | °°°°        |
| 2004  | 23711      | 3868      | 1           |

## وصلات خارجية
- تلاعب بصفقة في حد حرارة
- بيع فيلات مزودة بماء غير صالح للشرب و كهرباء مسروق في آسفي
- الرياضة والتنمية البشرية بجماعة حد احرارة
- احتجاج ساكنة جماعة احرارة على تأخر توزيع العلف والشعير المدعم